# Vocal power
vocal power（ボーカルパワー）は、日本のクリエイティブボーカルグループ。
2014年9月より活動を開始し、1年で60曲以上の楽曲を製作している。
2016年1月27日、ユニバーサルミュージックより、メジャーデビュー。

## メンバー
- しげる（THE NEUTRAL）
- 木谷 雅（sacra）
- 本多 哲郎（唄人羽）
- ナカノアツシ（GRAND COLOR STONE）
- 井ノ上 リュウヤ（フリーウェイハイハイ）
- yukari（MinxZone）
- 塚田 哲夫（GUN-GRU-OWN）
- Yohei Nakamura（10000 Promises.）
- 石橋 沙弥香（MUSIQUA）
- CHAPA

## ディスコグラフィー

### CD
- 『vocal power』（ユニバーサルミュージック、2016/01/27発売）
  1. たたかう君へ（石橋 沙弥香）
  2. Voice（vocal power）
  3. ベランダに架かる虹（本多 哲郎）
  4. ノルウェイの歌（CHAPA）
  5. 埼京線（Yohei Nakamura）
  6. とうちゃん（井ノ上 リュウヤ）
  7. 手を叩け（ナカノアツシ）
  8. ギターマン（塚田 哲夫）
  9. Dear（yukari）
  10. Oh!π!!（井ノ上 リュウヤ&しげる）
  11. Take me higher（しげる）
  12. おんぼろバス（木谷 雅）
  13. あいのうた（石橋 沙弥香&yukari&CHAPA）
  14. 明日はどっちだ（本多 哲郎&しげる）

### 会場限定CD
- Life is music（Life is music/星を見上げながら）
- 123（123/そしてバスは2度目のさよならを教えてくれる/東雲の空に希望が昇る時/思い出す）
- It's up to you（It's up to you/せっかちラブソング/雨の中を/ホークスの話ばする/僕はパイロット）
- Take me higher（雨のち晴れバレ/グーチョキパーでいきましょう！/オレの息子は転校生/ドラゴンズの話をする/Take me higher）
- おんぼろバス（おんぼろバス/vocal powerブギウギロケンロー/東京タワー/拝啓、山中しゃん/雨のち晴れバレ）
- ベランダに架かる虹（明日はどっちだ/ベランダに架かる虹/そして夕暮れ）
- カンケーない！（カンケーない/水曜日の恋/私たちの明日）
- あいのうた（あいのうた/歌えれば/キャンディ/Dear/三日月と私）
- Oh!π!!（Oh!π!!/そんなしょうもない女やめとけ/Date/アトナリティ）
- 埼京線（ペルシャ猫は今日も欠伸をしている/jump/time is over/埼京線）
- とうちゃん（吝嗇の太陽/変わんなきゃな/とうちゃん/歌いたいときに歌う）
- BKP/いっちょすかん/ありふレター/重ねていく
- 涙が落ちる前に/自転車少年/1998/メモ書きの未来
- たたかう君へ/涙の理由/オレは今、荒ぶれる荒野の上に立っている
- 花火/Guitar Drive（花火/Guitar Drive/夏の終わり）
- 星に願いを（星に願いを/キスのタイミング/水たまり/Glowly Days）
- Good 4 Songs（ノルウェイの歌/おばあちゃんの魔法のカレー/女子会/おはよう）
- 初恋/ギターマン/我輩は猫なのさ
- Happy Merry Xmas（Happy Merry Xmas/ふわり/エイエイオー）
- さよならの色彩(さよならの色彩/タイムマシン/「せーの !」/さよなら友よ)
- 僕たちは(僕たちは/海旅/ハチドリと赤い月/また明日/君の事は好きだけど)